# Vitaly Ginzburg
Vitali Lazarevitch Ginzburg (em russo:  Вита́лий Ла́заревич Ги́нзбург; Moscou, 4 de outubro de 1916 — Moscou, 8 de novembro de 2009) foi um físico russo. Recebeu o Nobel de Física de 2003, por contribuições fundamentais à teoria dos supercondutores e superfluídos.

## Vida
Sua carreira na física foi passada na União Soviética e foi um dos principais cientistas soviéticos no projeto da bomba atômica soviética, trabalhando em projetos de dispositivos termonucleares. Ele se tornou membro da Academia Russa de Ciências e sucedeu Igor Tamm como chefe do Departamento de Física Teórica do Instituto de Física Lebedev da Academia Russa de Ciências (FIAN) - mais tarde, Ginzburg se tornou um ateu declarado e crítico da influência do clero na sociedade russa.
Ginzburg foi sepultado em 11 de novembro de 2009 no Cemitério Novodevichy em Moscou.

## Condecorações
- 1953: Prêmio Stalin
- 1966: Prêmio Lenin
- 1991: Medalha de Ouro da Royal Astronomical Society
- 1994/1995: Prêmio Wolf de Física
- 1995: Medalha de Ouro Lomonossov
- 2001: Prêmio Humboldt
- 2003: Nobel de Física